# Mus fernandoni
Mus fernandoni (Миша цейлонська) — вид роду мишей (Mus).

## Поширення
Країни проживання: Шрі Ланка. Ареал розташовується приблизно на 1000 м над рівнем моря. 

## Екологія
Знайдений в тропічних і субтропічних сухих колючих чагарникових лісах, також у напів-вічнозелених лісах.